# Série 2400 da CP
A Série 2400 (2401/2451 - 2414/2464) refere-se a um tipo de automotora utilizada pela operadora Comboios de Portugal em serviços suburbanos da Área Metropolitana de Lisboa, em Portugal.

## História

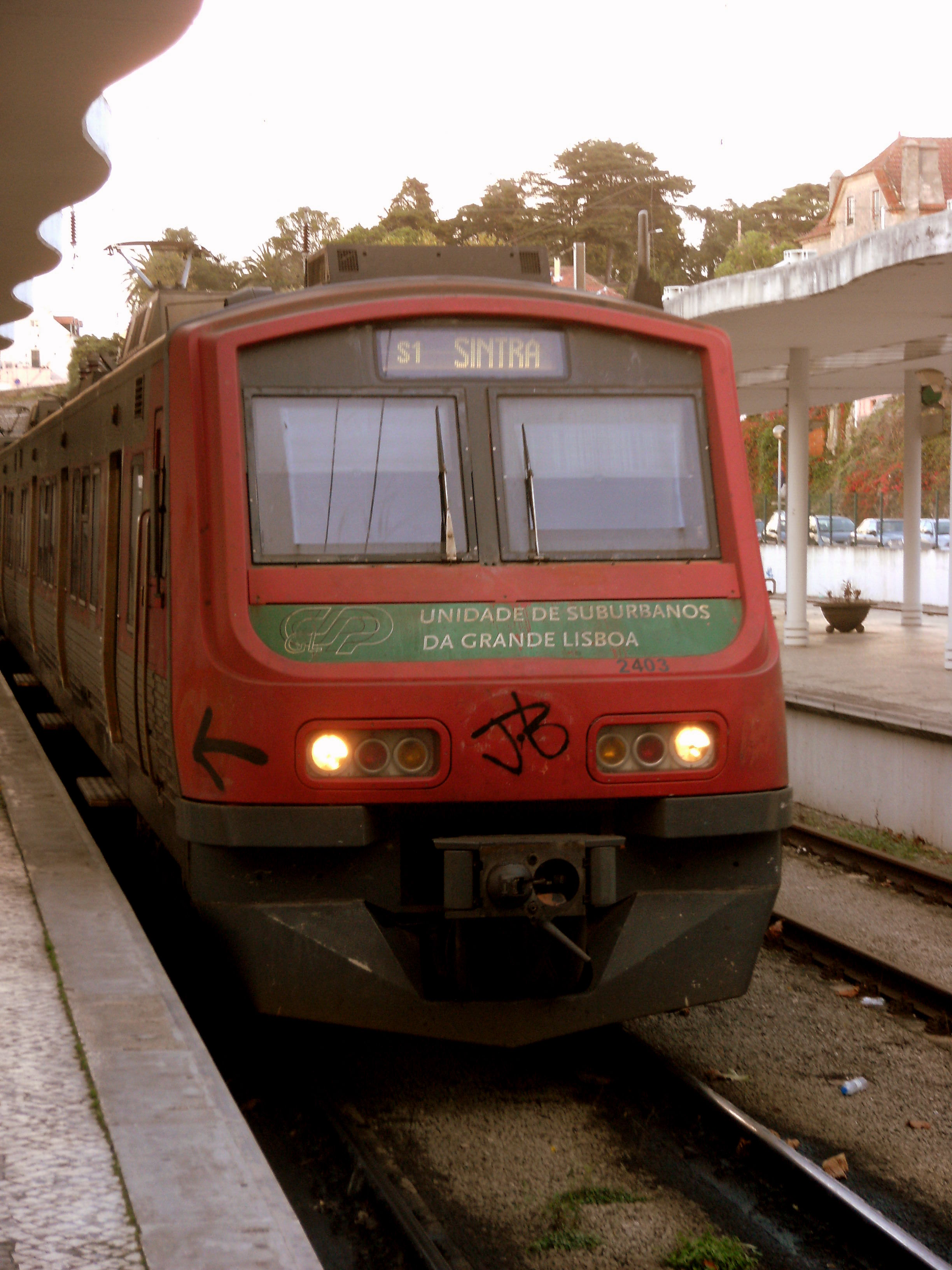
Automotora 2403 na Estação de Sintra.

Esta família de automotoras entrou ao serviço em 1997, e atualmente realizam serviços suburbanos nas Linhas de Sintra e Azambuja.

Entre meados de 2008 e julho de 2014, operou na Linha do Sado, substituíndo na altura as automotoras triplas da série 0600/0650, operando nesta linha até ser substituídas pelas automotoras da série 2240, cenário que manteve-se até dezembro de 2024, quando as automotoras desta série voltaram à Linha do Sado, inicialmente operando conjuntamente com as 2240, substituindo-as completamente a partir de 15 de dezembro, aumentando a oferta da linha..

## Caracterização
Esta série é composta por catorze automotoras., que circulam habitualmente em composições de Unidades Quádruplas Eléctricas. 
Atingem uma velocidade máxima de 120 km/h, e têm uma potência de 3100 kW, e um esforço de tracção de 278 kN. A voltagem utilizada é de 25 kV 50 Hz. Possuem classe única, com uma lotação de 316 lugares. A transmissão é elétrica assíncrona.

## Ficha técnica
| :  | qt. | estado       |
| -- | --- | ------------ |
| ✔︎  | 13  | ao serviço   |
| ⚒︎  | 1   | em reparação |
| 14 | 14  | (total)      |

- Características de exploração
  - Entrada ao serviço: 1997[1]
  - Tipo de serviço: Suburbano[2]

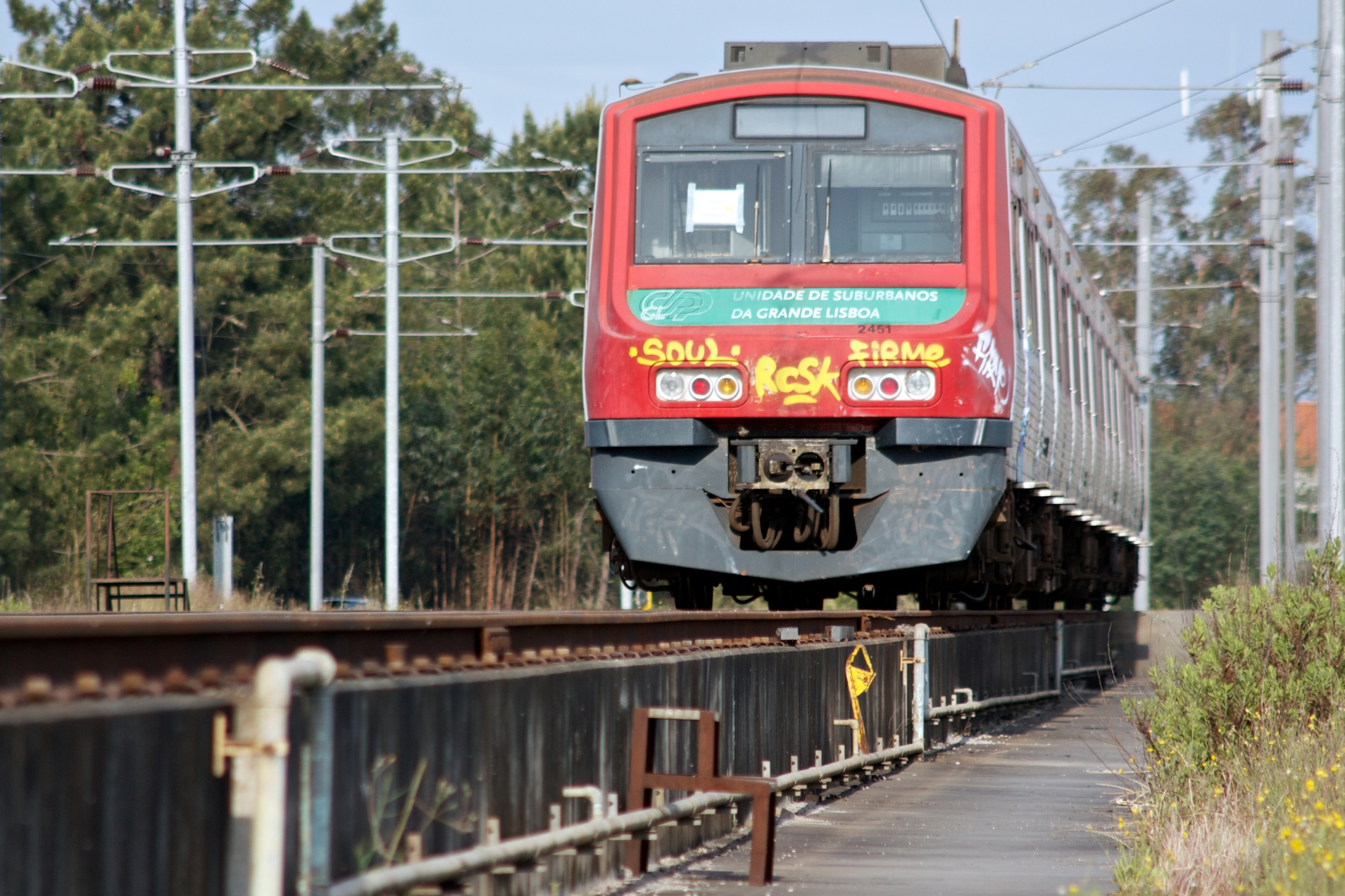
Automotora 2451 na Estação de Poceirão.

  - Tipo de composição: Unidade Quádrupla Eléctrica[2]
- Características de funcionamento
  - Velocidade máxima: 120 km/h[1]
  - Esforço de tracção: 278 kN.[2]
- Características gerais
  - Potência: 3100 kW[2]
  - Tensão de electrificação: 25 kV 50 Hz[2]
- Lotações
  - Segunda classe: 316[2]
- Transmissão
  - Tipo: Elétrica assíncrona.[1]

### Lista de material
Atualizado em: 18/04/2024
| №    | : | a    | observações                                                               |
| ---- | - | ---- | ------------------------------------------------------------------------- |
| 2401 | ✔︎ | 1997 | Desativada entre 2016 e 2019.                                             |
| 2402 | ✔︎ | 1997 |                                                                           |
| 2403 | ✔︎ | 1997 |                                                                           |
| 2404 | ✔︎ | 1997 |                                                                           |
| 2405 | ✔︎ | 1997 |                                                                           |
| 2406 | ✔︎ | 1997 | Desativada entre 2013 e 2020.                                             |
| 2407 | ✔︎ | 1997 |                                                                           |
| 2408 | ✔︎ | 1997 |                                                                           |
| 2409 | ✔︎ | 1997 |                                                                           |
| 2410 | ✔︎ | 1997 |                                                                           |
| 2411 | ⚒︎ | 1997 | Desativada entre 2014 e 2020. Primeira unidade 2400 com 3º farol frontal. |
| 2412 | ✔︎ | 1998 | Desativada entre 2014 e 2020. Decoração original (Retro).                 |
| 2413 | ✔︎ | 1998 | Fora de serviço entre 2014 e 2020.                                        |
| 2414 | ✔︎ | 1998 | Desativada entre 2015 e 2020.                                             |